# Friedrich Hübener
Friedrich Hübener (* 7. August 1882 in Kiel; † 4. Mai 1966 in Königstein im Taunus) war ein deutscher Hochschullehrer für Maschinenbau und Rektor der TH Darmstadt.

## Leben
Friedrich Hübener wurde im August 1882 als Sohn eines Fabrikanten in Kiel geboren. Nach dem Abitur arbeitete er 1902/03 zunächst in der Firma Daevel und Hübener. Ab Wintersemester 1903 studierte er Maschinenbau an der TH Berlin. Das Studium wurde durch Beschäftigungen bei den Firmen Hübener in Kiel (1909–1911), Schlösser in Düsseldorf (1911–1912) und Demag in Duisburg (1912–1913) sowie durch den Kriegsdienst bei der Kriegsmarine im Ersten Weltkrieg unterbrochen. 1913 bis zum Kriegsbeginn war Hübener zudem Assistent von Otto Kammerer am Institut für Fördertechnik an der TH Berlin-Charlottenburg. Im Januar 1918 schloss er schließlich das Studium mit dem Titel eines Diplomingenieurs ab. Hübener wurde danach zunächst Konstrukteur und ab 1919 Oberingenieur am vorgenannten Institut. 1924 promovierte er bei Otto Kammerer zum Dr.-Ing.
Am 23. Januar 1930 trat er eine Professur für Fördertechnik und Lasthebemaschinen an der Abteilung Maschinenbau der TH Darmstadt an. Er trat damit die Nachfolge von Georg Wilhelm Köhler an, der im Juli 1929 überraschend verstorben war. Die Räumlichkeiten des Instituts befanden sich im Alten Hauptgebäude der TH. Nachdem die Räume durch einen Bombenangriff am 11. September 1944 fast vollständig zerstört worden waren, zog Hübener mit seinen Assistenten in Räume der Bürgermeisterei von Groß-Bieberau.
Friedrich Hübener, der von 1925 bis 1930 der Deutschen Volkspartei angehörte, beantragte nach Lockerung der Mitgliedersperre am 6. September 1937 die Aufnahme in die NSDAP und wurde rückwirkend zum 1. Mai desselben Jahres aufgenommen (Mitgliedsnummer 5.902.599). Zuvor war er bereits förderndes Mitglied der SS. Hübener war vom 1. Oktober 1934 bis 31. Oktober 1937 Rektor der TH Darmstadt. Er war von Hans Busch vorgeschlagen und von Gauleiter Jakob Sprenger ernannt worden, da der Wunschkandidat Otto Stocker das Amt ablehnte.
In seiner Antrittsrede vom 1. November 1934 bekundete er seine Unterstützung für die Ziele des NS-Regimes. Zusammen mit Prorektor Karl Lieser, seit 1933 Mitglied der NSDAP, führte Hübener die Hochschule im Sinne der nationalsozialistischen Vorgaben. Dazu gehörte auch die Entlassung bzw. Entfernung zahlreicher Mitglieder aus der Hochschule.
In seine Amtszeit fiel auch die aufwändige „Hundertjahrfeier“ der TH, die im Mai 1936 unter üppiger Beflaggung der Gebäude der TH mit Hakenkreuzflaggen begangen wurde. Ab 1937 bis zur Schließung der Hochschule Ende März 1945 war Hübner Prorektor der TH Darmstadt. Im Gegenzug übernahm nun Lieser das Amt des Rektors.
Hübener wurde, wie zahlreiche andere Professoren der TH Darmstadt, im Herbst 1945 aus dem Dienst entlassen. Bei Hübener lag dies wegen seiner langen Tätigkeit in der Leitung der Hochschule aber auch wegen seiner Funktion als Abwehrbeauftragter der TH Darmstadt nahe. Von der Hochschule wurde er jedoch weiterhin als Technische Hilfskraft beschäftigt. Hübener wurde im Entnazifizierungsverfahren 1947 zunächst als Minderbelasteter eingestuft. Die Spruchkammer reihte ihn schließlich als Mitläufer ein. Mehrere Versuche Hübeners, eine Berufung zu erreichen, blieben erfolglos. Er wurde 1952 emeritiert. Bis zum Dienstantritt seines Nachfolgers im November 1953 nahm er die Professur kommissarisch wahr.
Friedrich Hübener starb im Alter von 83 Jahren in Königstein im Taunus. Er war seit 1915 mit Elise Cernov verheiratet.